# L'Homme-Étoile
L'Homme-Étoile (titre original : Starman) est un roman de fantasy écrit par l'auteure australienne Sara Douglass et paru en 1996. Ce roman est le troisième volume de La Trilogie d'Axis, il fait suite à Envoûteur.